# Peak-load pricing
Peak-load pricing is een vorm van prijsdifferentiatie. Hierbij wordt er tijdens de piekperioden een hogere prijs gerekend dan tijdens de dalperioden.
Peak-load pricing is bedoeld om een beter gebruik te maken van de totaal beschikbare capaciteit, door de consumenten die een hogere prijselasticiteit kennen (dat wil zeggen prijsgevoeliger zijn) te verschuiven naar een periode waarin er meer vrije capaciteit beschikbaar is. 
Door sommige consumenten wordt peak-load pricing gezien als misbruik maken van de situatie, terwijl het juist een voorbeeld is van een efficiënt functionerende markt.

## Voorbeelden
- Telefoontarieven met piek en daluren c.q. voordelig bellen in het weekend
- Het goedkopere tarief voor elektriciteit 's avonds na 23:00.
- De voorgestelde spitsheffing bij wegverkeer
- De flexibele tarieven bij EasyInternet cafés
- Duurdere hotels en vakantiereizen in het hoogseizoen
- Op dagen waarop grote drukte wordt verwacht gelden hogere entreeprijzen voor Attractiepark Slagharen

Soms kan men tegen periodieke betaling korting krijgen in daluren, zoals bij het Voordeelurenabonnement.
Soms kan men kiezen tussen een vast tarief enerzijds en een hoger piek- en lager daltarief anderzijds, bijvoorbeeld bij een telefoonaansluiting. 